# 下危
下危，是商朝东南的小方国。学者认为在今江苏省淮阴西部。
下危与商朝为敌，约公元前13世纪，商王武丁前期，攻周边各国的战争中，武丁派兴方及将领望乘率军进攻下危。王师与再臣多车配合作战。战争以下危降服而告终。